# 索拉里斯星 (小说)
索拉里斯星(波蘭語：Solaris)是波兰科幻小说作家萊姆于1961年出版的科幻小说，故事敘述人類在充滿謎團的索拉力星上試圖和外星生命溝通，然而異樣的事件卻不斷發生。
在《索拉力星》中萊姆探索了人類擬人論帶來的思考限制。本書最先於1961年在華沙出版，1970年的英語版則是波蘭語譯為法語後，才由法語版轉譯成英語，此英語譯本亦是萊姆在英語界最負盛名的英語翻譯作品。

## 改編電影
- 1972年版
- 2002年版

## 引用
1. ↑  http://www.shapero.com/rare/book/dept/Literature/cat/modern+literature//item.72004%5B%5D
2. ↑  .   [2010-08-14]. （原始内容存档于2022-07-10）.
3. ↑  Benét’s Reader’s Encyclopedia, fourth edition (1996), p. 590.